# Madrigal
Madrigal é um gênero musical secular ou a sua composição poética, que surgiu entre os séculos XIII e XVI.
Há três hipóteses para sua etimologia: matricale, canto popular materno; materialis, como componente poético profano e matricalis, canto polifônico de igrejas.
Madrigal pode referir-se tanto à forma poética e musical que ocorre na Itália no séc. XIV quanto a partituras sobre versos seculares, nos séc. XVI ou séc. XVII.
O madrigal aborda assuntos heróicos, pastoris, e até libertinos. Por sua flexibilidade, que nenhuma outra forma musical havia até então oferecido aos músicos, assim como pela variedade dos textos sobre os quais se constrói, ele favorece a imaginação criadora e o lirismo de expressão.
Juntamente com outras formas musicais que utilizavam o canto, o madrigal leva à origem da ópera.

## Origens e influências na música doséc. XVI
Os madrigais começaram a ser cantados na Itália nos finais do séc. XIII (exemplos de Giovanni da Caccia e de Jacopo da Bologna) e difundem-se pela Europa no séc. XVI, influenciando a maioria das invenções musicais da época Jacob Arcadelt, Philippe Verdelot  e Adrian Willaert retomaram-nos no séc. XVI de uma maneira diferente. No séc. XVII foram substituídos pela Cantata.

## Características, inovações
Os madrigalistas da segunda metade do séc. XVI foram particularmente engenhosos com os chamados "madrigalismos" — passagens nas quais a música aplicada a uma determinada palavra expressa o seu sentido, por exemplo, atribuindo à palavra "riso" uma passagem com notas rápidas como numa gargalhada, ou à palavra "suspiro" uma nota que recai na nota inferior; construindo efeitos de eco e contraponto; fazendo corresponder a palavras monossilábicas italianas como sol, mi, fa, re, as notas musicais homônimas; utilizando as semínimas (ou, ao contrário, as mínimas), para exprimir sentimentos de tristeza ou alegria; compondo uma melodia ascendente para corresponder à palavra "céu" e fazendo-a descer para corresponder à palavra "profundo". Essa técnica é também chamada de "pintura musical" ou "música visual" e pode ser encontrada não apenas em madrigais, mas em outras músicas vocais desse período.

## Compositores musicais
Dentre os madrigalistas italianos mais rigorosos estão o flamengo Orlando di Lasso, Giovanni Pierluigi da Palestrina, autores de madrigais profanos e sacros, o veneziano Andrea Gabrieli, que adota o recitativo coral e o diálogo, seu neto Giovanni Gabrieli e Luca Marenzio, Carlo Gesualdo, e Cláudio Monteverdi, que introduziu em 1605 o baixo contínuo na forma e, mais tarde, compôs o livro Madrigali guerrieri et amorosi (1638) (Madrigais de Guerra e Amor), que é, no entanto, um exemplo de madrigal Barroco; algumas das composições desse livro carregam uma pequena relação com os madrigais a cappella do século anterior. Na ária de soprano "Blute nur" da Paixão segundo São Mateus, Bach compôs melodias sinuosas para fazer corresponder à palavra "serpente".

## Poesia
Enquanto forma poética, Massaud Moisés refere que "vingou, (…), a tendência para se resumir numa única estrofe de cerca de dez versos, em que se alternam o decassílabo e o hexassílabo." Teve o seu apogeu no Barroco, cultivada por Faria e Sousa, Francisco Manuel de Melo e Manuel Botelho de Oliveira, na língua portuguesa, e Francisco de Quevedo e Góngora, na língua espanhola. 